# John Virgo
John Virgo (* 3. März 1946 in Salford) ist ein ehemaliger englischer Snookerspieler sowie Fernsehmoderator, -kommentator und Buchautor.

## Karriere
Virgo begann seine professionelle Karriere 1976 im Alter von 30 Jahren. 1977 schaffte er es durch zwei Siege in der Qualifikation ins Achtelfinale bei der Snookerweltmeisterschaft, die in jenem Jahr erstmals im Crucible Theatre in Sheffield stattfand. Es folgte ein Viertelfinaleinzug bei der UK Championship 1978.
Die besten Ergebnisse seiner Karriere erzielte er im Folgejahr: Dem Einzug ins Halbfinale bei der Snookerweltmeisterschaft 1979 folgte der Sieg bei den UK Championship 1979 gegen den amtierenden Weltmeister Terry Griffiths. Er gewann das Finale mit 14:13 und damit den größten Turniersieg seiner Karriere. In der erst kurz zuvor eingeführten Snookerweltrangliste stieg er auf Platz 10 auf.
In den achtziger Jahren spielte er beständig im Bereich zwischen Platz 10 und 20 in der Weltrangliste. Bei den Weltmeisterschaften kam er jedoch nie mehr über das Achtelfinale hinaus. Mit Beginn der 1990er Jahre und der stetig größer werdenden Konkurrenz durch strukturelle Änderungen auf der Main Tour fiel er in der Rangliste etwas zurück und beendete 1995 seine Profikarriere.
Für seine Verdienste um den Snookersport wurde er 2023 in die Snooker Hall of Fame aufgenommen.

## Sonstige Aktivitäten
Von 1991 bis 2002 war er Co-Moderator der snookerbasierten Spielshow Big Break bei BBC1. Zudem ist er bis heute als Co-Moderator bei Snookerübertragungen der BBC im Einsatz. Dabei erlangte er durch seine häufig geäußerte Frage nach dem Verbleib einzelner Bälle eine gewisse Bekanntheit.
Virgo war ein populärer Trickshot-Spieler und hat zwei Bücher über dieses Thema verfasst. Ein weiteres Buch von ihm widmet sich der Biografie von Alex Higgins.

## Veröffentlichungen
- John Virgo's Book of Snooker Trick Shots (1994) – Boxtree Ltd – ISBN 978-0-7522-0999-9
- Let Me Tell You About Alex: Crazy Days and Nights on the Road with the Hurricane (2011) – John Blake Publishing Ltd – ISBN 978-1-84358-882-5
- Amazing Snooker Trick Shots - Secrets from the Best! (2012) – Wilkinson Publishing – ISBN 978-1-921804-67-0